# Зотовский проспект
Зо́товский проспект — проспект в Красногвардейском районе Санкт-Петербурга. Проходит от Анисимовской дороги до Волго-Донского проспекта и разделен железнодорожной веткой на Ладожское озеро.

## История

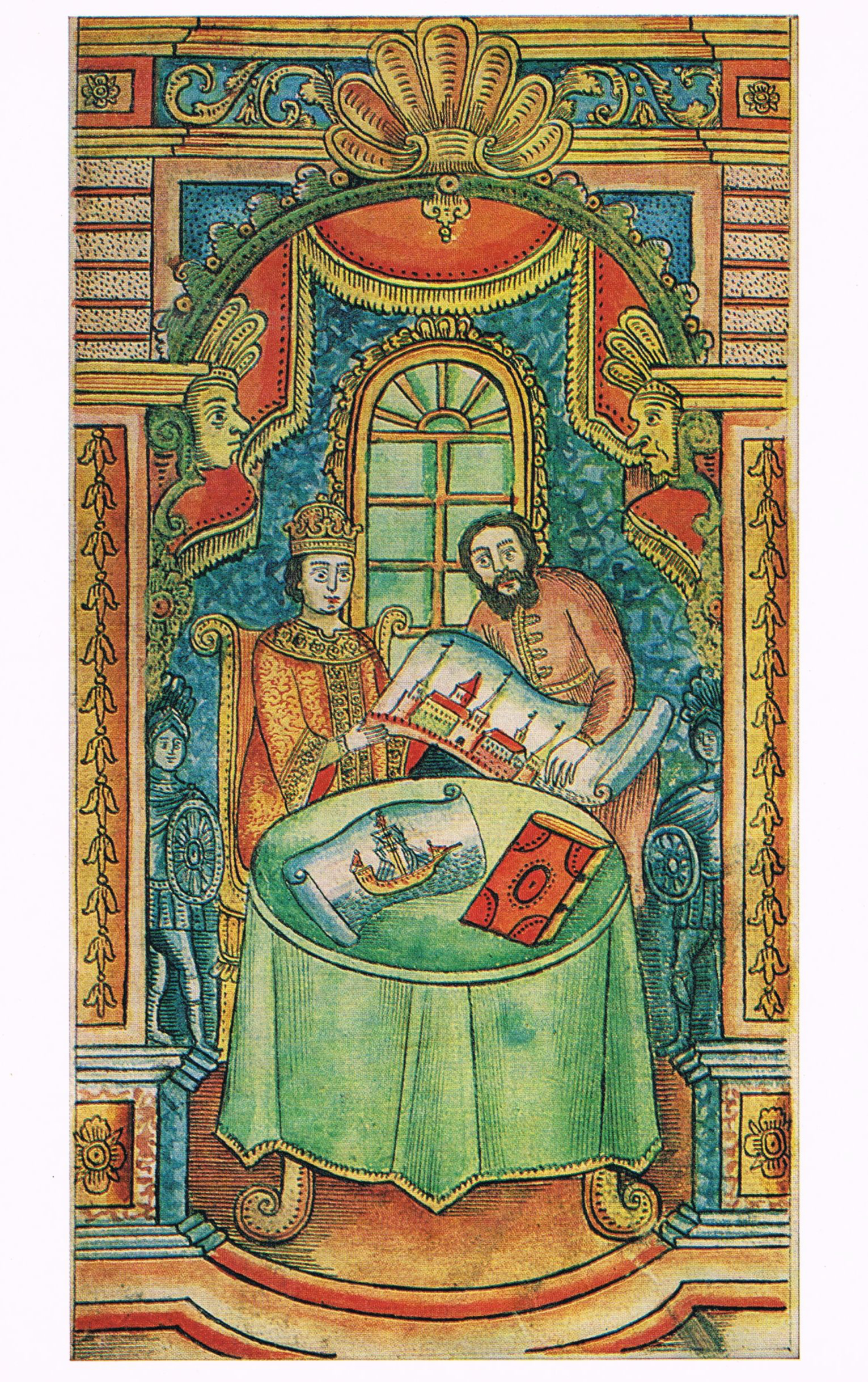
Зотов обучает Петра

Название проспекта было дано в честь воспитателя Петра I Никиты Моисеевича Зотова, в двухсотлетие с основания города и трёхсотлетия династии Романовых. С 1913 года проезд звался Зотовской улицей, проспектом улица стала в начале 1930-х годов (с 1939 года до 1970-х годов ввиду небольших размеров употреблялось также название Зотовский переулок).
Зотовский проспект несколько раз менял границы. Изначально он шёл от Лапинского проспекта до Бироновской дороги (современная Шатёрная улица), в 1970-е годы в связи со строительством крематория был упразднён участок проспекта, расположенный севернее Шафировского проспекта, а затем[когда?]

 южной границей проспекта стала северная граница продолжающей его Анисимовской дороги.
В ходе сооружения путепроводной развязки в конце Индустриального проспекта был ликвидирован железнодорожный переезд в створе Зотовского проспекта, а сам проспект продолжен вдоль железнодорожных путей до бокового проезда Индустриального проспекта и фактически сокращён до него. Участок Зотовского проспекта от Волго-Донского до Шафировского проспекта был ликвидирован при строительстве развязки, участок от Волго-Донского проспекта до железной дороги и формально, и фактически существует, но ведёт в тупик.
6 декабря 1976 года название проспекта было упразднено, а 7 июля 1999 года — восстановлено.

## Пересечения
- Анисимовская дорога
- Лапинский проспект
- Волго-Донской проспект

## Транспорт
Ближайшие к Зотовскому проспекту станции метро — «Площадь Мужества» и «Ладожская».